# Medalles del Cercle d'Escriptors Cinematogràfics de 2015
La 71a. edició del lliurament de les Medalles del Cercle d'Escriptors Cinematogràfics (CEC) de 2015 va tenir lloc l'1 de febrer de 2016 als cinemes Palafox de Madrid. La cerimònia va estar presentada per l'actriu Elena Furiase i l'actor Canco Rodríguez.
La gran triomfadora de la nit va ser la pel·lícula Truman, que va obtenir les cinc medalles a les quals optava: millor pel·lícula, director, actor, actor secundari i guió original. Després de la cerimònia es va projectar per primera vegada a Espanya la pel·lícula El renacido.

## Pel·lícules candidates
| Pel·lícula                             | Nominacions | Premis |
| -------------------------------------- | ----------- | ------ |
| La novia                               | 8           | 4      |
| El desconocido                         | 7           | 2      |
| Un día perfecto                        | 6           | 0      |
| Truman                                 | 5           | 5      |
| Ma ma                                  | 5           | 0      |
| Techo y comida                         | 5           | 1      |
| A cambio de nada                       | 4           | 0      |
| B, la película                         | 3           | 0      |
| Requisitos para ser una persona normal | 3           | 1      |
| Isla Bonita                            | 2           | 0      |
| Anacleto, agente secreto               | 2           | 0      |
| Palmeras en la nieve                   | 2           | 0      |
| Ningú no vol la nit                    | 2           | 0      |
| Un otoño sin Berlín                    | 1           | 1      |
| Atrapa la bandera                      | 1           | 1      |
| Inside Out                             | 1           | 1      |
| The Propaganda Game                    | 1           | 1      |
| L'adopció                              | 1           | 0      |
| Mi gran noche                          | 1           | 0      |
| Felices 140                            | 1           | 0      |
| Flow                                   | 1           | 0      |
| Amama                                  | 1           | 0      |
| Meñique y el espejo mágico             | 1           | 0      |
| Pos eso                                | 1           | 0      |
| Yoko eta lagunak                       | 1           | 0      |
| Regresión                              | 1           | 0      |
| Bridge of Spies                        | 1           | 0      |
| Whiplash                               | 1           | 0      |
| Leviatán                               | 1           | 0      |
| Boxing for Freedom                     | 1           | 0      |
| Chicas nuevas 24 horas                 | 1           | 0      |
| I Am Your Father                       | 1           | 0      |

## Premis per categoria
| Millor pel·lícula | Millor direcció |
| --- | --- |
| - Truman - Techo y comida - La novia - El desconocido - Un día perfecto | - Cesc Gay per Truman - Paula Ortiz Álvarez per La novia - Julio Medem per Ma ma - Fernando León de Aranoa per Un día perfecto |
| Millor actor protagonista | Millor actriu protagonista |
| - Ricardo Darín per Truman - Pedro Casablanc per B, la película - Luis Tosar per El desconocido - Benicio del Toro per Un día perfecto                                                                            | - Natalia de Molina per Techo y comida - Inma Cuesta per La novia - Penélope Cruz per Ma ma - Nora Navas per L'adopció |
| Millor actor secundari | Millor actriu secundària |
| - Javier Cámara per Truman - Mario Casas per Mi gran noche - Manolo Solo per B, la película - Quim Gutiérrez per Anacleto, agente secreto - Luis Tosar per Ma ma                                                  | - Luisa Gavasa per La novia - Elvira Mínguez per El desconocido - Marian Álvarez per Felices 140 - Mariana Cordero per Techo y comida |
| Millor guion original | Millor guió adaptat |
| - Cesc Gay i Tomàs Aragay per Truman - Daniel Guzmán per A cambio de nada - Alberto Marini per El desconocido - Julio Medem per Ma ma - Juan Miguel del Castillo per Techo y comida                               | - Javier García Arredondo i Paula Ortiz Álvarez per La novia - Fernando León de Aranoa i Diego Farias per Un día perfecto - David Ilundain i Jordi Casanovas per B, la película - Sergio G. Sánchez per Palmeras en la nieve - Fernando Navarro, Pablo Alén i Breixo Corral per Anacleto, agente secreto |
| Millor direcció revelació | Millor fotografia |
| - Dani de la Torre per El desconocido - Daniel Guzmán per A cambio de nada - Leticia Dolera per Requisitos para ser una persona normal - Juan Miguel del Castillo per Techo y comida                              | - Miguel Ángel Amoedo per La novia - Xavi Giménez per Palmeras en la nieve - Jean-Claude Larrieu per Ningú no vol la nit - Álex Catalán per Un día perfecto |
| Millor actor revelació | Millor actriu revelació |
| - Manuel Burque por Requisitos para ser una persona normal - Miguel Herrán por A cambio de nada - Fernando Colomo per Isla bonita - Juan del Santo per Flow                                                       | - Irene Escolar per Un otoño sin Berlín - Antonia Guzmán per A cambio de nada - Iraia Elias per Amama - Paula del Río per El desconocido - Olivia Delcán per Isla Bonita |
| Millor llargmetratge documental | Millor llargmetratge d'animació |
| - The Propaganda Game d'Álvaro Longoria - Boxing for Freedom de Juan Antonio Moreno i Silvia Venegas - Chicas nuevas 24 horas de Mabel Lozano - I Am Your Father de Toni Bestard I Marcos Cabotá                  | - Atrapa la bandera d'Enrique Gato - Meñique y el espejo mágico d'Ernesto Padrón Blanco - Pos eso de Samuel Ortí Martí - Yoko eta lagunak de Juanjo Elordi i Rixat Gilmetdinov |
| Millor música | Millor muntatge |
| - Shigeru Umebayashi per La novia - Lucas Vidal per Ningú no vol la nit - Alberto Iglesias per Ma ma - Roque Baños per Regresión                                                                                  | - Jorge Coira per El desconocido - David Gallart per Requisitos para ser una persona normal - Javier García per La novia - Nacho Ruiz Capillas per Un día perfecto |
| Millor pel·lícula estrangera | |
| - Del revés (Inside Out), de Pete Docter (Estats Units). - El puente de los espías, de Steven Spielberg (Estats Units). - Whiplash de Damien Chazelle (Estats Units). - Leviatán, d'Andrei Zviàguintsev (Rússia). | |
| Medalla d'honor | |
| Pepa Flores, Marisol | |
| Medalla a la labor de promoció del cinema | |
| Historia de nuestro cine (programa de televisió de TVE) | |
| Medalla a la labor periodística | |
| Enrique Herreros | |